# Fermana Football Club
Maillots
Actualités
Dernière mise à jour : 23 mars 2025.
Le Fermana Football Club (appelé communément la Fermana) est un club italien de football. Il est basé à Fermo dans la province de Fermo.
Le club évolue lors la saison 2024-2025 en Serie D (4e division). Le club a été dissous et refondé deux fois, la dernière en 2006. Au cours de son histoire, il dispute 56 saisons dans les divisions nationales italiennes, dont une en Serie B (dernier de l'édition 1999-2000).

## Palmarès
- Championnat d'Italie de football Serie C1 - Groupe B : 1998-1999

## Historique
- 1920 : fondation du club sous le nom de Unione Sportiva Fermana
- 1988 : refondation après faillite sous le nom de Fermana Calcio
- 2006 : le club est mis en liquidation, puis repris et renommé Unione Sportiva Fermana
- 2018 : le club change de nom pour Fermana Football Club